# Dired
Dired (von engl. directory editor) ist ein freier Dateimanager. Das Programm war der erste visuelle Verzeichniseditor (engl. directory editor). Die Benutzung ähnelt anderen textbasierenden Dateimanagern wie dem Midnight Commander.
Dired wurde um 1974 von Stan Kugell am Stanford Artificial Intelligence Laboratory (SAIL) (Stanford University) als eigenständiges Programm für PDP-10-Computer entwickelt.
Ein etwas jüngeres Programm, das 1980 von Jay Lepreau für BSD geschrieben wurde, trägt denselben Namen. Richard Stallman hat ihn als ein Skript für den Texteditor Emacs (und Verwandte) implementiert. Weiterhin wurde er für andere Systeme nachgebaut und hat Programme wie ded inspiriert und diente als Grundlage für moderne Fenster-orientierte Verzeichnisansichten.

## Implementierungen
| Name  | Autor             | Jahr      | Betriebssystem       |
| ----- | ----------------- | --------- | -------------------- |
| dired | Stan Kugell       | 1974      | WAITS und/oder TENEX |
| dired | Richard Stallman? | ca. 1980  | TECO-Emacs           |
| dired | Jay Lepreau       | ca. 1980  | BSD                  |
| ded   | Thomas E. Dickey  | 1984      | Unix                 |
| dired | Richard Stallman  | ca. 1985? | GNU Emacs, XEmacs    |